# Craniophora tigniumbra
Craniophora tigniumbra är en fjärilsart som beskrevs av Max Wilhelm Karl Draudt 1937. Craniophora tigniumbra ingår i släktet Craniophora och familjen nattflyn. Inga underarter finns listade i Catalogue of Life.